# Дискография Testament
Testament (в переводе с англ. — «завет») — американская группа из города Беркли (Калифорния) близ Сан-Франциско, играющая в стиле трэш-метал. За 30 лет существования в составе группы происходили многочисленные изменения, при этом постоянным участником оставался только Эрик Питерсон. Со временем в группу вернулись два оригинальных участника — Алекс Сколник (гитара) и Грег Кристиан (бас). Чак Билли появился в группе в 1986 году, непосредственно перед началом записи их дебютного альбома The Legacy, заменив Стива Сузу в качестве вокалиста.

## Студийные альбомы
| 1987                                                                               | The Legacy - Выпущен: 21 апреля, 1987 - Лейбл: Atlantic/Megaforce               | —   | —  | —  | —  | —  | —  | —  | —  | —  | —   |
| 1988                                                                               | The New Order - Выпущен: May 10, 1988 - Лейбл: Atlantic/Megaforce               | 136 | —  | —  | —  | —  | 66 | —  | 49 | —  | —   |
| 1989                                                                               | Practice What You Preach - Выпущен: 8 августа, 1989 - Лейбл: Atlantic/Megaforce | 77  | —  | —  | —  | —  | 57 | 20 | —  | —  | 40  |
| 1990                                                                               | Souls of Black - Выпущен: 9 октября, 1990 - Лейбл: Atlantic/Megaforce           | 73  | —  | —  | —  | —  | —  | —  | —  | —  | 35  |
| 1992                                                                               | The Ritual - Выпущен: 12 мая, 1992 - Лейбл: Atlantic/Megaforce                  | 55  | —  | —  | —  | 73 | —  | —  | —  | —  | —   |
| 1994                                                                               | Low - Выпущен: 4 октября, 1994 - Лейбл: Atlantic/Megaforce                      | 122 | —  | —  | —  | —  | —  | —  | —  | 39 | —   |
| 1997                                                                               | Demonic - Выпущен: 24 июня, 1997 - Лейбл: MFN                                   | —   | —  | —  | —  | —  | —  | —  | —  | —  | —   |
| 1999                                                                               | The Gathering - Выпущен: 8 июня, 1999 - Лейбл: USG                              | —   | —  | —  | —  | 48 | —  | —  | —  | —  | —   |
| 2008                                                                               | The Formation of Damnation - Выпущен: 29 апреля, 2008 - Лейбл: Nuclear Blast    | 59  | 23 | 12 | 95 | 15 | 47 | 29 | 27 | 33 | 122 |
| 2012                                                                               | Dark Roots of Earth - Выпущен: 27 июля, 2012 - Лейбл: Nuclear Blast             | 12  | 21 | 4  | 46 | 4  | 32 | 11 | 8  | 10 | 57  |
| 2016                                                                               | Brotherhood of the Snake - Выпущен: 28 октября, 2016 - Лейбл: Nuclear Blast     | 20  | 23 | 18 | 87 | 11 | 74 | —  | 43 | 16 | 43  |
| 2020                                                                               | Titans of Creation - Выпущен: 3 апреля, 2020 - Лейбл: Nuclear Blast             | 96  | 25 | 6  |    | 3  |    |    |    | 27 |     |
| "—" означает, что альбом либо не попал в чарты, либо не был издан в данной стране. |                                                                                 |     |    |    |    |    |    |    |    |    |     |

## Live
| 1995                                                                               | Live at the Fillmore - Выпущен: 1995 - Лейбл: Burnt Offerings                                | —  | —   | - US: 32,592+ |
| 2005                                                                               | Live in London - Выпущен: 2005 - Лейбл: Spitfire                                             | —  | —   |               |
| 2009                                                                               | Live at Eindhoven - Выпущен: 14 апреля, 2009 - Лейбл: Nuclear Blast                          | —  | —   |               |
| 2013                                                                               | Dark Roots of Thrash - Выпущен: 29 октября, 2013 - Лейбл: Nuclear Blast                      | 52 | 168 |               |
| 2019                                                                               | Live at Dynamo Open Air 1997 - Выпущен: 24 мая 2019 - Лейбл: DYNAMO CONCERTS, F.R.E.T. Music | —  | —   |               |
| "—" означает, что альбом либо не попал в чарты, либо не был издан в данной стране. |                                                                                              |    |     |               |

## Сборники
| Год  | Детали                                                            |
| ---- | ----------------------------------------------------------------- |
| 1996 | The Best of Testament - Выпущен: 1996 - Лейбл: Atlantic/Megaforce |
| 1997 | Signs of Chaos - Выпущен: 1997 - Лейбл: Mayhem/Fierce             |
| 2001 | The Very Best of Testament - Выпущен: 2001 - Лейбл: Rhino         |
| 2001 | First Strike Still Deadly - Выпущен: 2001 - Лейбл: Spitfire       |
| 2004 | Days of Darkness - Выпущен: 2004 - Лейбл: Spitfire                |
| 2007 | The Spitfire Collection - Выпущен: 2007 - Лейбл: Spitfire         |

## EP
| 1987                                                                               | Live at Eindhoven - Выпущен: 1993 - Лейбл: Atlantic/Megaforce              | 62 |
| 1993                                                                               | Return to the Apocalyptic City - Выпущен: 1993 - Лейбл: Atlantic/Megaforce | —  |
| "—" означает, что альбом либо не попал в чарты, либо не был издан в данной стране. |                                                                            |    |

## Синглы
| Год                                                                               | Песня                      | Позиция в чарте | Альбом                   |
| Год                                                                               | Песня                      | US Main.        | Альбом                   |
| --------------------------------------------------------------------------------- | -------------------------- | --------------- | ------------------------ |
| 1987                                                                              | «Over the Wall»            | —               | The Legacy               |
| 1988                                                                              | «Trial by Fire»            | —               | The New Order            |
| 1989                                                                              | «Practice What You Preach» | —               | Practice What You Preach |
| 1990                                                                              | «Greenhouse Effect»        | —               | Practice What You Preach |
| 1990                                                                              | «Souls of Black»           | —               | Souls of Black           |
| 1990                                                                              | «The Legacy»               | —               | Souls of Black           |
| 1992                                                                              | «Electric Crown»           | —               | The Ritual               |
| 1992                                                                              | «Return to Serenity»       | 22              | The Ritual               |
| 1994                                                                              | «Low»                      | —               | Low                      |
| 1994                                                                              | «Dog Faced Gods»           | —               | Low                      |
| 2012                                                                              | «True American Hate»       | —               | Dark Roots of Earth      |
| 2012                                                                              | «Native Blood»             | —               | Dark Roots of Earth      |
| 2016                                                                              | "The Pale King"            | —               | Brotherhood of the Snake |
| 2020                                                                              | "Night of the Witch"       | —               | Titans of Creation       |
| «—» означает, что сингл либо не попал в чарты, либо не был издан в данной стране. |                            |                 |                          |

## DVD
| Год                                                                                | Детали                                                                                | Позиция в чарте | Позиция в чарте |
| Год                                                                                | Детали                                                                                | SWE             | SWI             |
| ---------------------------------------------------------------------------------- | ------------------------------------------------------------------------------------- | --------------- | --------------- |
| 1991                                                                               | Seen Between the Lines - Выпущен: 25 июня, 1991 - Лейбл: Atlantic - Формат: VHS       | —               | —               |
| 2005                                                                               | Live in London - Выпущен: 1 ноября, 2005 - Лейбл: Spitfire - Формат: DVD              | —               | —               |
| 2013                                                                               | Dark Roots of Thrash - Выпущен: 15 октября, 2013 - Лейбл: Nuclear Blast - Формат: DVD | 7               | 9               |
| "—" означает, что альбом либо не попал в чарты, либо не был издан в данной стране. |                                                                                       |                 |                 |